# 波爾狙擊步槍
波爾，又稱亞歷克斯（意為亞歷山大），是一款由波兰槍械設計師亞歷山大·勒茹哈（Alexander Leżucha）所研製、位於塔爾努夫的武器製造商塔爾努夫機械廠所生產的現代犢牛式狙擊步槍。當中「波爾」是它在波蘭軍隊獲得的軍用稱號，而亞歷克斯既是在研製計劃中的名稱，亦是與12.7×99毫米北約口徑（.50 BMG）的托爾狙擊步槍（又稱：威爾克）同一名首席設計師亞歷山大·勒茹哈的名字。發射7.62×51毫米北約口徑（.308温彻斯特）和.338拉普麥格農（.338 Lapua Mag，8.58×70毫米）步枪子彈。

## 研發歷史
1999年以後，波蘭成為北大西洋公约组织的會員國，因此有必要為波蘭軍隊提供符合北約標準的新型槍械。從2000年代初開始，在塔爾諾夫的機械設備的研究和發展中心（簡稱：OBRSM塔爾努夫公司）工作的槍械工程師亞歷山大·勒茹哈（Alexander Leżucha）開始了他的新型標準狙擊步槍的研發工作。亞歷克斯的工作得到了波蘭科學研究和信息技術部與生產商OBRSM塔爾努夫公司在合資建設過程中的財政支持。預期該狙擊步槍最終將在波蘭服役中取代該口徑的所有精密步槍（直到2009年時，主要還是SVD的波蘭型SWD-M）。
2005年夏天，波蘭剛完成了托爾大口徑狙擊步槍的工作，OBRSM塔爾努夫就決定繼續研究並且開始測試新型步槍。還決定以托爾為平台的藍本，研製5.56毫米、7.62毫米和約20毫米口徑的狙擊步槍，而塔爾努夫最終選擇了7.62毫米口徑。2005年9月，波爾在凯尔采市舉辦的第12屆國際國防工業展覽會（MSPO）上首度亮相。隨後的2006年，該武器以小系列製造形式進行了正式投入生產。同年12月，該槍的國家原型測試圓滿完成，並且開始採用碳纖維座床。

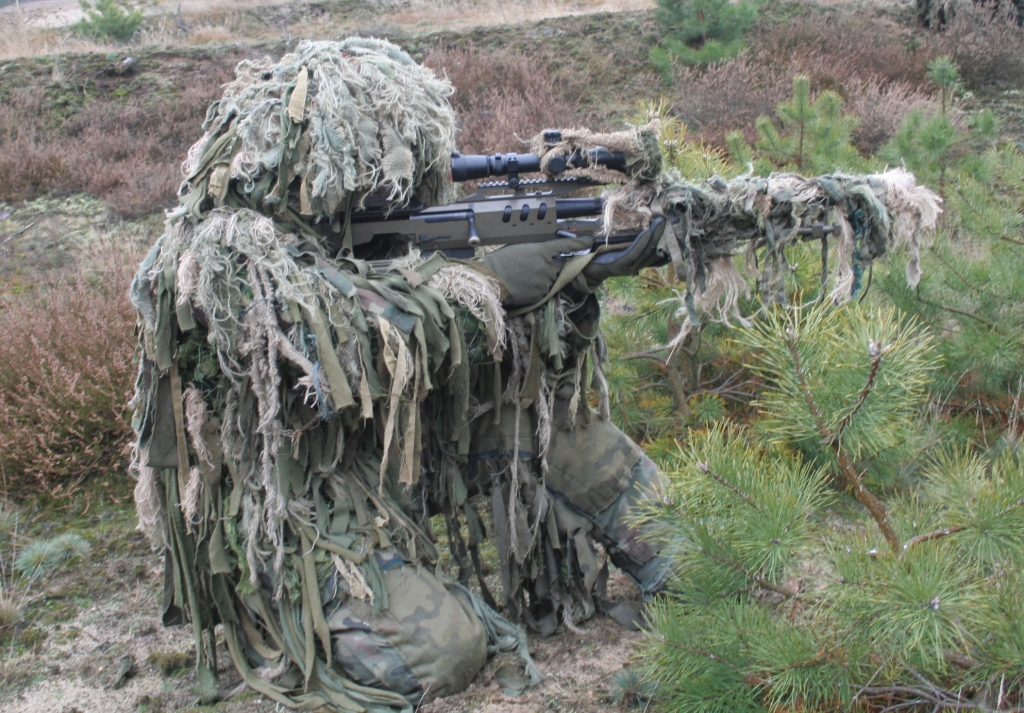
使用波爾狙擊步槍的狙擊手

2007年春季，7.62毫米波爾步槍已經通過了投入波蘭庫存所必需的測試。同年，波蘭軍隊已計劃購買36枝波爾步槍。2008年，生產商接到購入51枝波爾步槍的訂單；其中31枝在2008年交付，翌年20枝。到了2010年，又交付30枝，使得OBRSM總共向波蘭軍隊交付81枝7.62×51毫米北約口徑的波爾步槍。
2011年6月，生產商接到提供第二批波爾步槍的訂單，到2013年交付了55枝7.62×51毫米北約口徑的改進型波爾步槍。經過數年的操作，包括在伊拉克和阿富汗的任務，都讓使用的狙擊手積累了使用步槍的經驗。根據使用者們的建議，生產商對狙擊武器系統進行了一些改進，包括安裝在機匣以上的15MOA向前傾斜式導軌整合系統、設於前端並且用於安裝光學瞄準具的三條導軌，以及新型夜視儀（卡爾·蔡司光電NSV 80夜視鏡附件）。進一步修改了兩腳架、扳機、彈匣插槽和栓式枪机，並且將原來的槍管更換為具有更高度耐用性和耐腐蝕性的新槍管，以延長使用壽命。
2014，波蘭軍隊裝備監察局開始與塔爾努夫商議購入第三批波爾步槍。商議的結果是，波蘭軍隊會根據合同購入60枝。同時宣布了，是次商議會購入波爾步槍的.338拉普麥格農口徑的版本。
2017年9月6日，在凯尔采市舉辦的該屆國際國防工業展覽會以上，國防部武裝監察局在副部長巴托斯·科納奇（Bartosz Kownacki）在場的情況下簽署了購入657枝波爾步槍的合同，價格低於2,400萬茲羅提。.

## 設計
波爾（Bor）是一枝犢牛式結構的栓動型彈匣供彈式狙击步枪。該結構可讓該槍槍管長度為680毫米（26.77英寸），從而提高了其精度，但可使全長壓縮得短見1,038毫米（40.87英寸）。通過使用自由浮動式開槽化槍管，得以進一步減輕其重量，而又不降低其精度。槍口裝有雙膛形制退器，據稱可將後座力降低多達30％。槍管與機匣組的“直線式”設計，還可以將其後座力成直線地向後引導，從而最大程度地降低了槍口上揚。堅固的可調節式兩腳架裝設在前護木的前端。該步槍具有完全可調節的槍托和托腮板。在槍托內部、位於彈匣後方的可折疊及調節式單腳架可用於在延長部署期間將步槍支撐在射擊位置以上。該槍並無提供機械（照門及準星）或應急的瞄準具；安裝在機匣區域頂部的MIL-STD-1913戰術導軌座正正裝設在槍管中心線上方，用以安裝各種光学瞄准镜。標準的可變倍率光學瞄準鏡是Leupold 4.5—14×50毫米光學瞄準鏡，具有瞄準鏡網格式密耳點標線、視差校正和100 MOA的調節範圍。

## 衍生型

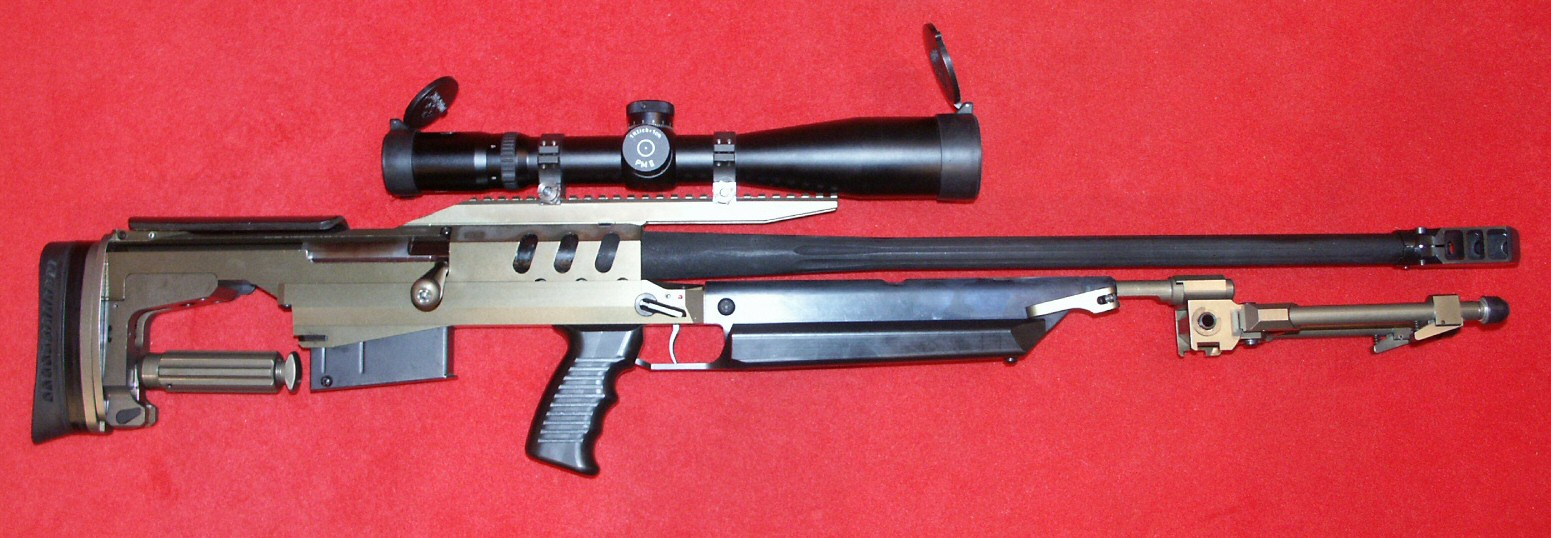
德製施密特-本德爾警用神槍手二型（PM II）可變倍率光學瞄準鏡的亞歷克斯-338狙擊步槍。

### 亞歷克斯-338原型
大約在2007年，OBRSM塔爾努夫公司開始以亞歷克斯-338（英語：Alex-338）的開發名稱研發其.338拉普麥格農（.338 Lapua Mag，8.58×70毫米）口徑型號（而基本型亞歷克斯／波爾的生產商代碼被更改為亞歷克斯-762）。 2008年初，位於塔爾諾夫的機械設備的研究和發展中心完成了其設計工作，並於2008年6月組裝了第一枝原型槍。2008年9月，該型號在該年波蘭凯尔采舉辦的國際國防工業展覽會以上公開展示。.338拉普麥格農口徑版本的波爾步槍在外部與7.62毫米型號略有不同。下部組件具有不同的形狀。亞歷克斯-338不裝備瞄準鏡的重量為6.5千克（14.33磅），而裝上了標準Leupold可變倍率光学瞄准镜以後的重量為7.3千克（16.09磅）。它採用了與芬蘭萨科TRG-42狙擊步槍相同的5發可拆卸式彈匣供彈。與7.62毫米版本的波爾步槍一樣，亞歷克斯-338與法國PGM精密338狙擊步槍具有一些共同特徵。相對於子彈的大小和功率，該武器位於波爾步槍與托爾步槍之間，應用於精確打擊距離超過1,000公尺以上的有生力量。口徑為.338拉普麥格農無緣瓶頸式中央底火式子彈，最終為軍用遠程狙擊步槍而研發，並且推出的產品將會在波蘭軍隊當中嶄露頭角。

### 亞歷克斯戰術運動308溫徹斯特型
亞歷克斯戰術運動308溫徹斯特型（英語：Alex Tactical Sport 308 Winchester）是基於波蘭軍隊所用的7.62×51毫米北約口徑的波爾步槍的衍生型。它可裝填——與7.62×51毫米北約口徑彈藥非常相似的——專門用於民用市場的.308溫徹斯特彈藥。因此，亞歷克斯戰術運動型適合於運動員和執法的需求，並且簡化其設計從而減少該步槍的零部件數量。亞歷克斯戰術運動的重量達5.3公斤（11.68磅），槍管長達660毫米（25.98英寸），由10發雙排式彈匣所供彈。2013年3月8日至11日之間，該步槍就在紐倫堡的國際武器展及戶外經典展展覽會以上向射擊界人士展示。

## 使用國
- 奈及利亞：裝備數量未知的亞歷克斯-338步槍。
- 波蘭：訂購了657枝，目前裝備了196枝亞歷克斯步槍。[15]

## 資料來源
1. ↑  http://www.altair.com.pl/start-2872 的存檔，存档日期2009-05-07. (Polish)
2. ↑  http://www.altair.com.pl/start-6418 的存檔，存档日期2012-03-13. (Polish)
3. ↑  .   [2014-12-23]. （原始内容存档于2012-09-07）.
4. ↑   (PDF).   [2019-11-16]. （原始内容 (PDF)存档于2019-11-15）.
5. 1 2 3  Altair: Nowe Bory dla WP （页面存档备份，存于） (pol.). Altair Agencja Lotnicza Sp. z o. o., 2014-03-22. [dostęp 2014-06-04].
6. 1 2  .   [2014-12-23]. （原始内容存档于2012-03-13）.
7. ↑  Carl Zeiss Optronics NSV 80 Night Sight Attachment 的存檔，存档日期2011-09-27.
8. ↑  Altair: WP zamawia kolejne Bory z Tarnowa （页面存档备份，存于） (pol.). Altair Agencja Lotnicza Sp. z o. o., 2014-06-07. [dostęp 2014-06-10].
9. ↑  MSPO 2017: Pięć umów za 189 mln zł na dostawy dla Wojska Polskiego （页面存档备份，存于） ［dostęp 2017-09-07］.
10. ↑  .   [2014-12-23]. （原始内容存档于2012-02-17）.
11. ↑  .   [2014-12-23]. （原始内容存档于2012-09-04）.
12. ↑  -http://www.altair.com.pl/start-1323 Nowy karabin Alex-338]. 12 czerwca 2008. ［zarchiwizowane z tego adresu］.
13. ↑  .   [2014-12-23]. （原始内容存档于2016-03-03）.
14. ↑  Zakłady Mechaniczne Tarnów S.A. – Kochanowskiego 30, 33-100 Tarnów （页面存档备份，存于）, www.zmt.tarnow.pl [dostęp 2017-11-24] (pol.).
15. ↑  .   [2019-11-16]. （原始内容存档于2017-09-07）.

## 外部連結
- （英文）—Alex sniper rifle question and images （页面存档备份，存于）
- （英文）—Report on Polish small arms: new and modernized – 7.62 mm sniper rifle Bor
- （英文）—OBR SM
- （英文）—7,62 mm sniper rifle BOR
- （英文）—8,6 mm sniper rifle ALEX-338
- （俄文）—Снайперская винтовка—
  - 7,62 BOR (ALEX-308) （页面存档备份，存于）
  - ALEX-338 （页面存档备份，存于）